# Dacrycarpus dacrydioides
Dacrycarpus dacrydioides (kahikatea) es un árbol de la familia de las  coníferas, endémico de Nueva Zelanda.
Árbol dioico, crece hasta una altura de 55 metros con un tronco que sobrepasa el metro de diámetro, y está ensanchado en la base. Es dominante en los bosques de tierras bajas y humedales tanto en la Isla del Norte como en la Isla del Sur. Las hojas están dispuestas en espirales; en las plantas jóvenes, tienen forma de punzón, 3-8 mm de longitud, y torcidas en la base para extenderse luego horizontalmente a lo largo de los lados de la yema en posición plana; en árboles maduros tienen forma de escamas, miden 1-3 mm de largo, y dispuestos alrededor de toda la yema. Sus conos son muy característicos, con las escamas de los conos hinchándose en la madurez en un arilo carnoso comestible de color anaranjado a rojo, con una única semilla apical de 3-5 mm de diámetro. Las semillas son dispersadas por las aves, las cuales comen las escamas carnosas y portan las semillas en sus deposiciones.
Antes de la tala extensiva, se conocían árboles de 60 m de altura, y un espécimen en Pirongia Forest Reserve es el árbol nativo más alto de Nueva Zelanda con 55.1 m de altura.
Hasta hace poco el árbol era más llamado por el nombre erróneo de "pino blanco", a pesar de no ser un  pino; el nombre maorí es ahora el más ampliamente usado (otros nombres maoríes usados son kaikatea, kahika, katea, kōaka).
Como muchos árboles de la familia Podocarpaceae, la clasificación del kahikatea ha cambiado a través del tiempo, habiendo sido colocado en los géneros Podocarpus y Nageia.  Algunos sinónimos incluyen P. dacrydioides, D. excelsum, P. thujoides, D. thuioides, D. ferrugineum, N. dacrydioides, N. excelsa, P. excelsus.

## Usos
Para los  maoríes, el kahikatea tenía muchos usos, siendo sus arilos un componente característico de su alimentación tradicional junto a las semillas del árbol Tawa (Beilschmiedia tawa), entre otras especies vegetales comestibles nativas de Nueva Zelanda. 
El arilo carnoso conocido como "koroi" fue un importante recurso de comida tradicional maorí, y era servido en las fiestas en grandes cantidades. La madera también tenía propiedades para elaborar arpones destinados a las aves. Un colorante obtenido del duramen quemado proporcionaba un pigmento para el tatuaje tradicional (tā moko).
El kahikatea, junto con otros árboles en bosques de propiedad privada, solo pueden ser cosechados bajo un permiso si se usan técnicas de cosecha sostenible.
Respecto a su madera, ya que la madera de esta especie no imparte olor alguno, es limpia y de bajo peso, el kahikatea fue usado para elaborar cajas para la exportación de mantequilla cuando la exportación por refrigeración fue factible desde Australia y Nueva Zelanda en los 1880s. La mantequilla era exportada en lozas de 56 lb (25 kg), y el kahikatea llegó a ser menos común en la medida en que la industria de exportación creció.